# Carmen Márquez Jiménez
María del Carmen Márquez Jiménez (Tijuana, Baja California, 8 de julio de 1935-18 de septiembre de 2021) también conocida por el nombre de Lita Márquez de Romero Aceves fue una política mexicana, miembro del Partido Revolucionario Institucional (PRI). Fue diputada federal y senadora por su estado.

## Biografía
realizó sus estudios en San Diego y San Ysidro, California, fue maestra de inglés para secundaria certificada por la Universidad Nacional Autónoma de México (UNAM) y en el Instituto Mexicano-Norteamericano de Relaciones Culturales. Miembro del PRI desde 1964, fue presidenta del Consejo Coordinador Femenil de Tijuana durante la campaña presidencial de José López Portillo y luego delegada del partido en Sonora, Baja California Sur y Colima; y subdirectora de Asuntos Internacionales de la Asociación Nacional Femenil Revolucionaria.
En 1979 fue postulada candidata del PRI a diputada federal por el Distrito 5 de Baja California y resultó ganadora de la elección, pero durante la calificación de dicho proceso en el Colegio Electoral de la Cámara de Diputados fue acusada por los partidos opositores al PRI de haber prestado servicios en el Consulado de Estados Unidos en Tijuana sin haber pedido y recibido permiso para ello del Congreso de la Unión y en consecuencia de ello haber perdido su ciudadanía mexicana y ser por tanto ilegible como diputada. Ella y el PRI reconocieron haber trabajado en el consulado, pero negaron que dicho servicio implicara de forma alguna haber perdido su calidad de ciudadana y por tanto su triunfo fue ratificado e integró la LI Legislatura que concluyó en 1982.
Ese mismo año fue elegida a su vez senadora por Baja California a las Legislaturas LII y LIII de 1982 a 1988. Una vez concluido dicho cargo, se retiró de la actividad política activa.
Falleció en la ciudad de Tijuana, Baja California, el 18 de septiembre de 2021.